# دارنيل جاكسون
دارنيل جاكسون (بالإنجليزية: Darnell Jackson)‏ مواليد 7 نوفمبر 1985 في أوكلاهوما سيتي، هو لاعب كرة سلة أمريكي بدأ مسيرته الاحترافية في سنة 2008م حيث تم اختياره من قبل فريق ميامي هيت خلال الدرافت، يلعب في الدوري الفنزويلي لكرة السلة كلاعب وسط ويحمل الرقم 55. يبلغ طوله 6 قدم 9 بوصة (2.1 م).

## فرق لعب لها
- كليفلاند كافالييرز
- ميلووكي باكز
- سكرامنتو كينغز
- سنجان فلاينج تايجرز

## إحصائيات المسيرة

### الموسم الاعتيادي
| السنة   | الفريق             | لعب | بدأ | دقيقة | ميداني% | ثلاثية | حرة  | ارتداد | صنع | استلاب | تصدي | نقطة |
| ------- | ------------------ | --- | --- | ----- | ------- | ------ | ---- | ------ | --- | ------ | ---- | ---- |
| 2008–09 | كليفلاند كافالييرز | 51  | 2   | 8.4   | .430    | .000   | .686 | 1.7    | .2  | .2     | .1   | 1.9  |
| 2009–10 | كليفلاند كافالييرز | 27  | 0   | 4.2   | .320    | .333   | .667 | .7     | .1  | .1     | .1   | .8   |
| 2009–10 | ميلووكي باكز       | 1   | 0   | 9.0   | .200    | .0     | .000 | 2.0    | .0  | .0     | .0   | 2.0  |
| 2010–11 | سكرامنتو كينغز     | 59  | 2   | 8.2   | .487    | .273   | .612 | 1.6    | .2  | .2     | .1   | 3.2  |
| المسيرة |                    | 138 | 4   | 7.5   | .449    | .235   | .644 | 1.5    | .2  | .2     | .1   | 2.2  |

## روابط خارجية
- دارنيل جاكسون على موقع إن بي أي (الإنجليزية)
- دارنيل جاكسون على موقع سبورتس رفرنس (الإنجليزية)
- دارنيل جاكسون على موقع كرة السلة الأوروبية.كوم (الإنجليزية)
- دارنيل جاكسون على موقع كلية كرة السلة في سبورتس رفرنس.كوم (الإنجليزية)
- دارنيل جاكسون على موقع ريلجم (الإنجليزية)
- دارنيل جاكسون على موقع بروبوليرز (الإنجليزية)
- دارنيل جاكسون على موقع سبورتس رفرنس (الإنجليزية)
- دارنيل جاكسون على موقع سبورتس رفرنس (الإنجليزية)